# Očna pozadina
Očna pozadina ili fundus oka je unutarnja površina oka, nasuprot leće i uključuje mrežnicu, mrežnične žile, optički disk, te žutu pjegu (makulu) s foveom i foveolom. Fundus možemo promatrati oftalmoskopom.
Boja očne pozadine varira između i unutar vrsta. U jednoj studiji o primatima mrežnica je plava, zelena, žuta, narandžasta i crvena, jedino ljudski fundus (lagano pigmentirane plavokose osobe) je crvene boje. Glavne razlike spomenute između viših vrsta primata su veličina i pravilnost granice makularnog područja, veličina i oblik optičkog diska, očita tekstura retine i njezina pigmentacija.

Očni fundus je jedini dio ljudskog tijela gdje se neposredno može promatrati mikrocirkulacija i dio središnjeg živčanog sustava (vidni živac, koji nije pravi moždani živac, već jedan od moždanih puteva). Promjer krvnih žila oko optičkog diska je oko 150 μm. Oftalmoskop omogućuje promatranje krvnih žila s promjerima od samo 10 μm.
Medicinske značajke koje mogu biti uočene promatranjem očnog fundusa uključuju krvarenja, eksudate, mrlje poput čuperaka vate, anomalije krvožilja (vijugavost, pulzacije i nove žile), te poremećaje pigmentacije.